# Tafacirga
Tafacirga is een gemeente (commune) in de regio Kayes in Mali. De gemeente telt 9100 inwoners (2009).